# Махавамса
«Махавамса» («Большая хроника») — историческая поэма о царях Шри-Ланки, написанная на языке пали. Авторство приписывается монаху Маханаме из Анурадхапуры.
Первое печатное издание и английский перевод «Махавамсы» были опубликованы в 1837 году Джорджем Тёрнером, историком и чиновником Цейлонской гражданской службы. В 1912 году Вильгельм Гейгер закончил немецкий перевод «Махавамсы», который затем был переведён на английский язык М. Х. Бодом, а полученный результат авторизован Гейгером.

## История
Создание «Махавамсы» датируется V—VI веком н. э.. Оно проходило в несколько этапов и с использованием самых разных источников, например, устных преданий, пунняпоттхак («книг заслуг»), более ранних палийских и возможно даже сингальских хроник. Существенной чертой исторического повествования «Махавамсы» является привнесение буддийских элементов и возвеличивание Шри-Ланки как избранного Острова дхармы.
В отношении истории Индии «Махавамса» охватывает период от правления Бимбисары (конец VI века до н. э.) до Ашоки, касаемо же истории Ланки — от прихода царя Виджаи (V век до н. э.) из Калинги (древняя Орисса) до правления царя Махасены (IV век н. э.).
Это один из тех источников, которые содержат данные по нагам и яккхам, населявшим Шри-Ланку до легендарного прибытия Виджаи.
Часто ссылаясь на царские династии Индии, «Махавамса» также ценна для историков, которые желают датировать и соотнести одновременно существовавшие династии на Индийском субконтиненте.

## Буддизм
Не входя в буддийский канон, «Махавамса» тем не менее является ценным источником по буддизму тхеравады. Хроника затрагивает раннюю историю этой религии на Шри-Ланке, начиная со времён Сиддхартхи Гаутамы, известного под именем Будды. Она также кратко излагает историю буддизма в Индии, от смерти Будды до различных буддийских соборов, когда пересматривалось понятие дхармы. Учитывая содержание текста, можно утверждать, что он был составлен с целью записать благие деяния царей, которые были покровителями храма Махавихары в Анурадхапуре.

## Эпическая поэма
Кроме своей ценности как исторического источника, «Махавамса» значима и как важнейшая эпическая поэма на языке пали. Её описания битв и вторжений, дворцовых интриг, внушительных построек в виде ступ и водных резервуаров написаны стихами, которые смогли в существенной мере сохранить и отразить буддийское мировоззрение той эпохи.
Части поэмы пересказывались и переводились на другие языки. Так, расширенная версия «Махавамсы», обогащённая новыми деталями, была найдена в Камбодже. Непосредственным продолжением «Махавамсы» выступает палийская хроника «Чула-вамса», иногда рассматриваясь с ней как единое целое. Кроме того, «Махавамса» положила начало многим другим палийским хроникам, послужив для них своеобразным образцом, а именно «Махабодхи-вамсе», «Даттха-вамсе» и другим. Это сделало Шри-Ланку на время возможно мировым центром палийской литературы.

## Политическое значение
«Махавамса», особенно в современной Шри-Ланке, используется и в политических целях. Так, сингалезское большинство часто применяет поэму как доказательство того, что Шри-Ланка была с древних времён буддийской страной с сингалезским населением. Этот взгляд на «Махавамсу» был оспорен Г. Г. Поннамбаламом, лидером тамильских националистов в 1930-е годы. Он утверждал, что большинство царей в хронике, включая Виджаю, Кашьяпу и Паракрамабаху, были тамилами, а в 1939 году в своей речи в городе Навалпития лидер тамилов и вовсе оспорил тезис о сингалезской Шри-Ланке. Сингалезское большинство ответило стихийным бунтом, который охватил Навалпитию, Пассару, Маскелию и даже Джафну. Бунты были быстро подавлены британской колониальной администрацией, но позднее эта ситуация ещё не раз приводила к различным движениям во время гражданской войны на Шри-Ланке.

## Издания и переводы
- Turnour, George. — The Mahawanso in Roman Characters with the Translation Subjoined, and an Introductory Essay on Pali Buddhistical Literature. Vol. I containing the first thirty eight Chapters. Cotto, 1837.
- Sumangala, H., Silva Batuwantudawa, Don Andris de. — The Mahawansha from first to thirty-sixth Chapter. Revised and edited, under Orders of the Ceylon Government by H. Sumangala, High Priest of Adam's Peak, and Don Andris de Silva Batuwantudawa, Pandit. Colombo, 1883.
- Geiger, Wilhelm; Bode, Mabel Haynes (transl.); Frowde, H. (ed.). —  The Mahavamsa or, The great chronicle of Ceylon / translated into English by Wilhelm Geiger ... assisted by Mabel Haynes Bode...under the patronage of the government of Ceylon. London : Pali Text Society, 1912 (Pali Text Society, London. Translation series ; no. 3).
- Guruge, Ananda W.P. — Mahavamsa. Calcutta: M. P. Birla Foundation, 1990 (Classics of the East).